# Leksell
Leksell är ett svenskt efternamn.

## Personer med namnet
- Alexander Leksell (född 1997), fotbollsspelare
- Erik Leksell (1854–1937), politiker
- Erik-Gustaf Leksell (1906–1994), ämbetsman
- Janne Leksell (1840–1913), präst och författare
- Johan Leksell (1874–1932), konstnär
- Jonas Leksell (född 1969), programledare och trummis
- Lars Leksell (1907–1986), kirurg
- Larsåke Leksell (född 1945), musiker
- Laurent Leksell (född 1952), företagare
- Victor Leksell (född 1997), sångare